# Khalil Gibran

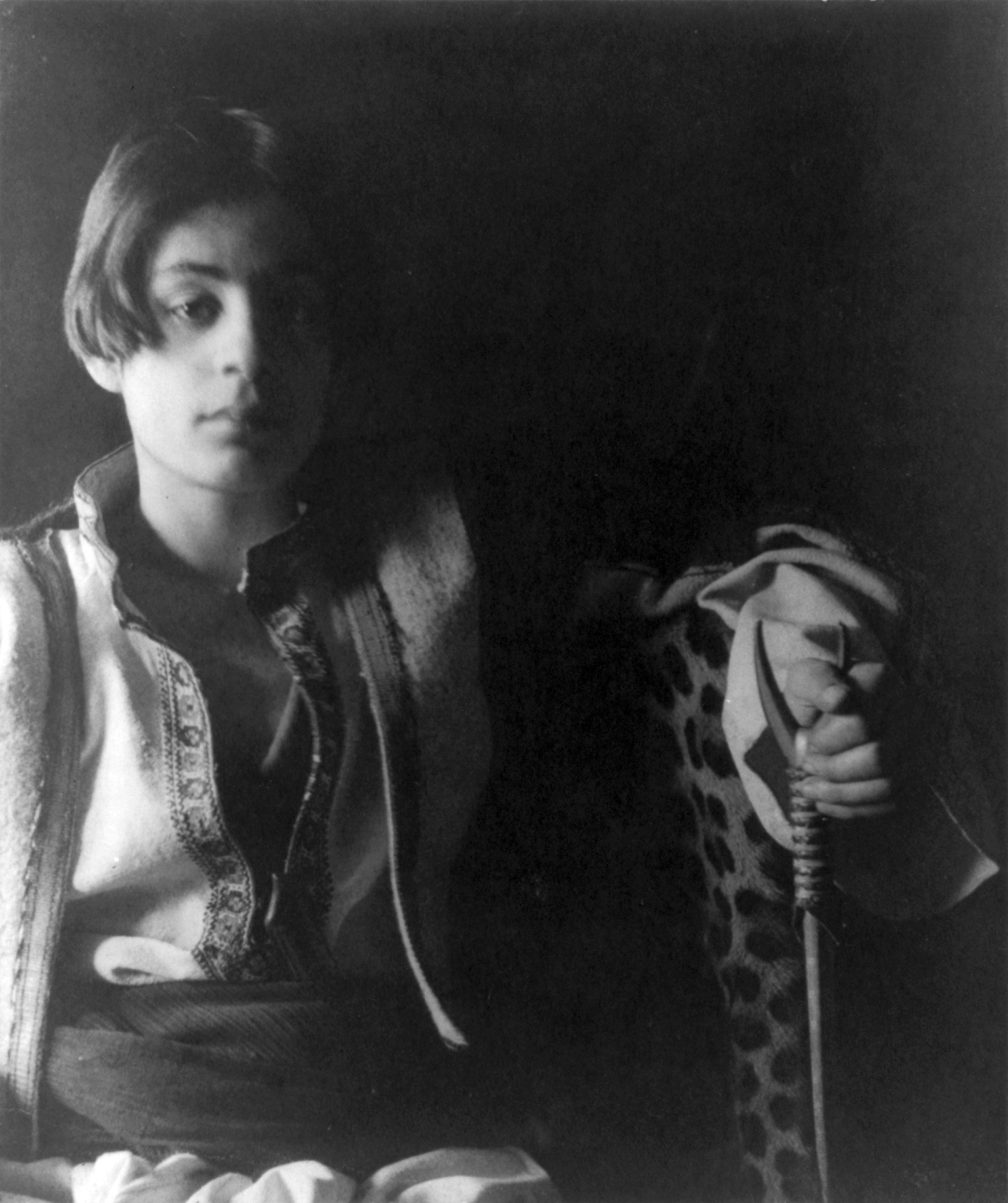
Khalil Gibran, fotografiert von Fred Holland Day, um 1898

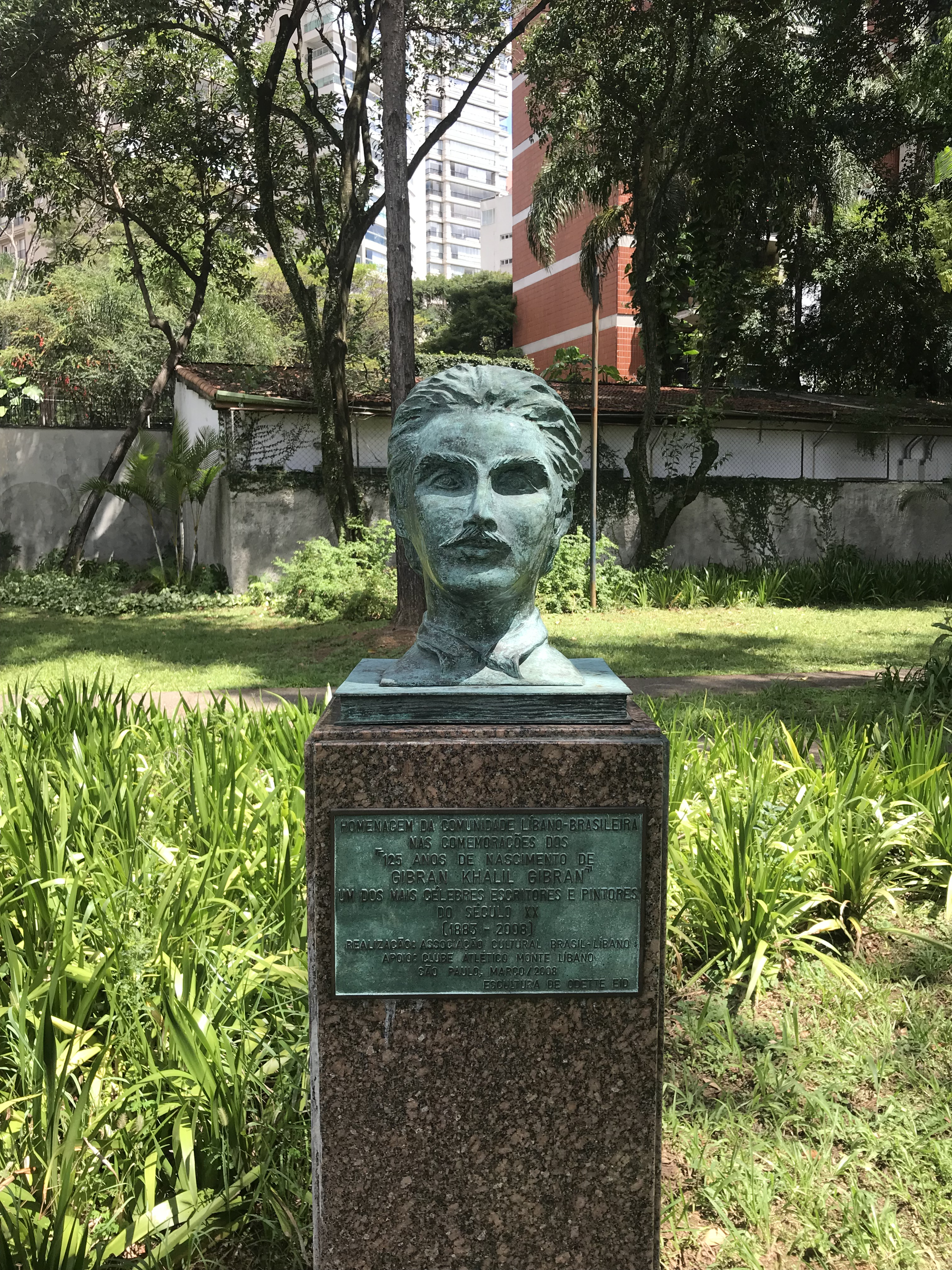
Gibran-Büste in São Paulo, geschaffen von der libanesisch-brasilianischen Bildhauerin Odette Eid

Khalil Gibran, gesprochen Chalil Dschibran (* 6. Januar 1883 als Gibrān Khalīl Gibrān bin Mikhā'īl bin Sa'ad arabisch جبران خليل جبران, DMG Ǧibrān Ḫalīl Ǧibrān in Bischarri, Osmanisches Reich, heute Libanon; † 10. April 1931 in New York City), war ein libanesisch-US-amerikanischer Dichter, Philosoph und Maler.

## Leben
Gibran emigrierte 1895 mit seiner Mutter, Schwestern und Halbbruder nach Boston in die USA. Seine Mutter Kamileh Gibran war die Tochter des maronitischen Priesters Istiphan Rahmeh. Die falsche Schreibweise Kahlil Gibran geht auf die Anglisierung seines Namens in der Bostoner Grundschule, die er besuchte, zurück. In seinen Jugendjahren war Gibran Protegé des Fotografen und Publizisten Fred Holland Day.
Gibran studierte 1897 nach Rückkehr in den Libanon Kunst, Französisch und Arabisch und arabische Literatur. 1899 kehrte er über Paris wieder nach Boston zurück. 1903 starben seine Mutter, sein Halbbruder Butrus (* 1877) und seine jüngere Schwester Sultanah (* 1887) an Tuberkulose.
1904 hatte Gibran erste Erfolge als Maler. Ab 1908 studierte er in Paris Kunst und europäische Literatur. 1912 zog er nach New York. Der Kurzroman Gebrochene Flügel (Broken Wings), der autobiographische Züge aufweist und in dem es um eine unglückliche Liebesgeschichte zwischen einem Jungen und seiner Angebeteten geht, die unglücklich verheiratet ist, erschien im selben Jahr. 1918 erschien Der Narr (The Madman), das erste Buch, das er in englischer Sprache verfasst hatte. Er war Gründungspräsident der literarischen Vereinigung Arrabitah. Er gehörte der maronitischen Kirche an.
Am 10. April 1931 starb Gibran in New York an Leberkrebs im Alter von 48 Jahren und wurde in seinem Geburtsort im Libanon beigesetzt.

## Werk und Denken
Die zentralen Motive seiner Dichtung und seines philosophischen Denkens kreisen um den Gedanken, dass das Leben, die Liebe und der Tod das Wesentliche für uns Menschen sein sollen. Sein Werk wird als Bindeglied der philosophischen Richtungen des Orients, z. B. des Sufismus, und der westlichen, durch das Christentum beeinflussten Philosophien gesehen.
Der Prophet, erschienen 1923 (dt. Erstausgabe 1925), gilt als Hauptwerk und zugleich als bekanntestes Werk Gibrans. Es wurde, wie viele andere seiner Schriften, von ihm selbst illustriert.
Die meisten seiner frühen Werke verfasste Gibran auf Arabisch, von 1918 an jedoch hauptsächlich auf Englisch. Dabei bestechen vor allem seine poetischen und auch sprachlich malerischen Bilder. In seinen spirituellen Aphorismen und Lebensweisheiten ging es ihm stets darum, das Herz seiner Zuhörer zu berühren.
Viele seiner Gedichte wurden vertont. Besonders bekannt sind die Interpretationen al-Mahabba, ein Ausschnitt aus Der Prophet sowie Gib mir die Flöte und singe aus Der Reigen durch die libanesische Sängerin Fairuz.
2018 adaptierten Nadim Naaman und Dana Al Fardan den Roman Broken Wings als Musical. Uraufführung war im Londoner Theatre Royal Haymarket.
Gibrans Gesamtwerk sowie zahlreiche Bände mit Auszügen daraus wurden vom Ehepaar Ursula und Simon Yussuf Assaf ins Deutsche übersetzt.

## Schriften
- The Music, 1905
  - dt. Die Musik, übersetzt von Ursula und Simon Yussuf Assaf
- Spirits Rebellious, 1908
- The Broken Wings, 1912
  - dt. Gebrochene Flügel, übersetzt von Ursula und Simon Yussuf Assaf
- A Tear and A Smile, 1914
  - dt. Eine Träne und ein Lächeln. Patmos, Düsseldorf 2005, ISBN 3-491-50711-1, übersetzt von Ursula und Simon Yussuf Assaf
- The procession, 1918
- The Madman, 1918
  - dt. Der Narr. Patmos, Düsseldorf 2014, ISBN 978-3-8436-0569-4, übersetzt von Ursula und Simon Yussuf Assaf
- The Forerunner, 1920
- The Prophet, 1923
  - dt. Der Prophet. Patmos, Düsseldorf, 4. Aufl. 2016, ISBN 978-3-8436-0380-5, übersetzt von Karin Graf
- Sand and Foam, 1926
  - dt. Sand und Schaum. Walter-Verlag, Zürich 1999, ISBN 3-530-10018-8; Neuübersetzung von Hans-Josef Fritschi, Books on Demand, Norderstedt 2018, ISBN 978-3-7448-5049-0
- Jesus, the Son of Man, 1928
  - dt. Jesus Menschensohn. Patmos, Düsseldorf 2013, ISBN 978-3-8436-0011-8
- Secrets of the Heart, 1947

Postume Veröffentlichungen:
- The Earth Gods, 1931
- The Wanderer, 1932

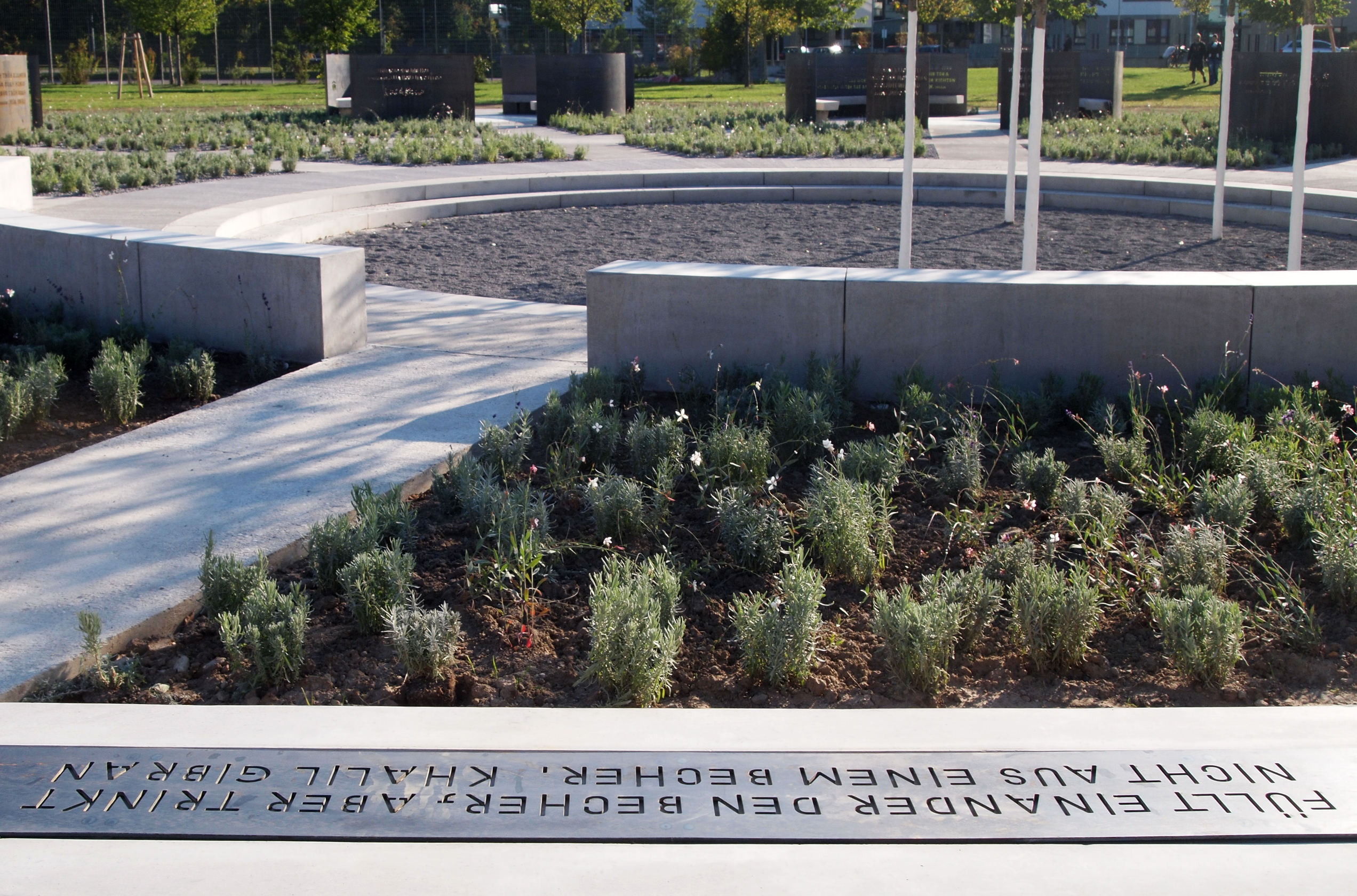
Zitat von Gibran im Karlsruher Garten der Religionen

  - dt. Der Wanderer. Patmos, Düsseldorf 2011, ISBN 978-3-8436-0081-1, übersetzt von Ursula Assaf-Nowak
- The Garden of the Prophet, 1933
  - dt. Im Garten des Propheten. Patmos, Düsseldorf 2012, ISBN 978-3-8436-0238-9
- Lazarus and his Beloved, 1933

Anthologien mit Auszügen:
- Wer nie das Leid erblickt, wird nie die Freude sehen. Texte für helle und dunkle Tage. Herausgegeben von Ursula und Simon Yussuf Assaf. Patmos, Düsseldorf 2012, ISBN 978-3-8436-0176-4
- Nur ein Geheimnis des Lebens. Herausgegeben und übersetzt von Ursula und Simon Yussuf Assaf. Patmos Verlag, Düsseldorf 2012, ISBN 978-3-8436-0237-2
- Mit Khalil Gibran durch das Jahr. Ein immerwährender Begleiter. Herausgegeben von Ursula und Simon Yussuf Assaf. Patmos, Düsseldorf 2007, ISBN 978-3-491-50723-4

Gesamtausgabe in deutscher Übersetzung
- Khalil Gibran: Sämtliche Werke in 5 Bänden. Übersetzt und herausgegeben von Ursula und Simon Yussuf Assaf. Patmos, Düsseldorf 2012, ISBN 978-3-8436-0569-4

## Notizen
1. ↑  Broken Wings. Abgerufen am 22. Juli 2020.
2. ↑  Khalil Gibran - Sämtliche Werke in 5 Bänden. Verlagsgruppe Patmos, abgerufen am 10. Oktober 2022.
3. ↑  Becker in der Übersetzer-Datenbank des VdÜ, 2019

| Personendaten    | Personendaten                                                               |
| ---------------- | --------------------------------------------------------------------------- |
| NAME             | Gibran, Khalil                                                              |
| ALTERNATIVNAMEN  | Sa'ad, Gibrān Khalīl Gibrān bin Mikhā'īl bin (Geburtsname); Djubran, Chalil |
| KURZBESCHREIBUNG | libanesischer Künstler und Dichter                                          |
| GEBURTSDATUM     | 6. Januar 1883                                                              |
| GEBURTSORT       | Bischarri, Libanon                                                          |
| STERBEDATUM      | 10. April 1931                                                              |
| STERBEORT        | New York City                                                               |